# Skate nos Jogos Olímpicos de Verão de 2020 - Street feminino
A competição do street feminino do skate nos Jogos Olímpicos de Verão de 2020 foi realizada em 26 de julho de 2021, no Parque Urbano de Esportes de Ariake, em Tóquio. Um total de 20 skatistas de 13 Comitês Olímpicos Nacionais (CON) participaram do evento.

## Qualificação
Um total de 20 vagas estavam disponíveis para o street feminino, sendo atribuídas as 16 melhores skatistas do ranking mundial, três pelo Campeonato Mundial e uma para o país anfitrião, Japão. Duas vagas foram realocadas para Canadá e Espanha após a desistência de competidoras.

## Formato
Todos as 20 skatistas realizaram duas corridas de 45 segundos e, em seguida, cinco rodadas de manobras simples. Apenas as quatro melhores pontuações das sete rodadas para cada skatista contaram para a pontuação final. As oito melhores skatistas se classificaram para as finais, onde as pontuações foram zeradas e seguiram o mesmo formato de duas corridas de 45 segundos e cinco de manobras simples para definir as medalhistas.

## Calendário
Horário local (UTC+9)
| Dia                 | Horário | Fase         |
| ------------------- | ------- | ------------ |
| 26 de julho de 2021 | 8:30    | Preliminares |
| 26 de julho de 2021 | 12:25   | Final        |

## Medalhistas
| Ouro   | JPN Momiji Nishiya |
| Prata  | BRA Rayssa Leal    |
| Bronze | JPN Funa Nakayama  |

## Resultados

### Preliminares
As oito participantes com as melhores pontuações avançam a final.
| Pos. | Bateria | Skatista          | CON                | Corrida | Corrida | Manobra | Manobra | Manobra | Manobra | Manobra | Total | Notas |
| Pos. | Bateria | Skatista          | CON                | 1       | 2       | 1       | 2       | 3       | 4       | 5       | Total | Notas |
| ---- | ------- | ----------------- | ------------------ | ------- | ------- | ------- | ------- | ------- | ------- | ------- | ----- | ----- |
| 1    | 3       | Funa Nakayama     | JPN Japão          | 1.40    | 4.66    | 0.00    | 5.21    | 0.00    | 4.50    | 0.00    | 15.77 | Q     |
| 2    | 3       | Momiji Nishiya    | JPN Japão          | 3.15    | 3.20    | 0.00    | 4.05    | 0.00    | 4.62    | 3.53    | 15.40 | Q     |
| 3    | 4       | Rayssa Leal       | BRA Brasil         | 3.29    | 2.01    | 2.82    | 0.00    | 3.37    | 3.20    | 5.05    | 14.91 | Q     |
| 4    | 2       | Roos Zwetsloot    | NED Países Baixos  | 1.00    | 3.71    | 2.80    | 2.53    | 2.93    | 4.04    | 0.00    | 13.48 | Q     |
| 5    | 2       | Aori Nishimura    | JPN Japão          | 2.97    | 3.01    | 0.00    | 0.00    | 0.00    | 3.00    | 3.84    | 12.82 | Q     |
| 6    | 4       | Zeng Wenhui       | CHN China          | 1.66    | 2.42    | 4.92    | 0.00    | 3.31    | 0.00    | 0.00    | 12.31 | Q     |
| 7    | 2       | Margielyn Didal   | PHI Filipinas      | 1.71    | 2.77    | 3.01    | 0.00    | 3.02    | 0.00    | 3.22    | 12.02 | Q     |
| 8    | 4       | Alexis Sablone    | USA Estados Unidos | 1.81    | 1.13    | 2.70    | 4.20    | 3.06    | 0.00    | 0.00    | 11.77 | Q     |
| 9    | 4       | Letícia Bufoni    | BRA Brasil         | 2.21    | 2.58    | 2.62    | 2.20    | 2.81    | 0.00    | 2.90    | 10.91 |       |
| 10   | 3       | Pâmela Rosa       | BRA Brasil         | 1.25    | 3.57    | 2.82    | 0.00    | 0.00    | 0.00    | 2.42    | 10.06 |       |
| 11   | 4       | Lore Bruggeman    | BEL Bélgica        | 3.43    | 3.40    | 1.21    | 1.23    | 0.00    | 0.00    | 0.00    | 9.27  |       |
| 12   | 1       | Keet Oldenbeuving | NED Países Baixos  | 2.22    | 2.14    | 2.01    | 2.33    | 0.00    | 0.00    | 0.00    | 8.70  |       |
| 13   | 1       | Mariah Duran      | USA Estados Unidos | 1.52    | 1.42    | 0.00    | 0.00    | 0.00    | 0.00    | 5.01    | 7.95  |       |
| 14   | 1       | Asia Lanzi        | ITA Itália         | 1.31    | 1.20    | 1.13    | 0.00    | 1.93    | 1.23    | 1.66    | 6.13  |       |
| 15   | 1       | Andrea Benítez    | ESP Espanha        | 1.94    | 1.81    | 0.00    | 0.40    | 0.00    | 0.70    | 1.51    | 5.96  |       |
| 16   | 2       | Hayley Wilson     | AUS Austrália      | 0.93    | 3.31    | 0.00    | 0.00    | 0.00    | 0.00    | 1.10    | 5.34  |       |
| 17   | 3       | Charlotte Hym     | FRA França         | 1.31    | 1.00    | 1.82    | 0.00    | 0.00    | 1.01    | 1.20    | 5.34  |       |
| 18   | 2       | Julia Brückler    | AUT Áustria        | 1.10    | 0.71    | 1.80    | 0.00    | 0.00    | 0.00    | 1.49    | 5.10  |       |
| 19   | 1       | Annie Guglia      | CAN Canadá         | 0.86    | 0.63    | 0.65    | 0.81    | 0.00    | 0.40    | 1.03    | 3.35  |       |
| 20   | 3       | Alana Smith       | USA Estados Unidos | 0.46    | 0.39    | 0.40    | 0.00    | 0.00    | 0.00    | 0.00    | 1.25  |       |

### Final
As três competidoras com as melhores pontuações garantiram as medalhas
| Pos.              | Skatista        | CON                | Corrida | Corrida | Manobra | Manobra | Manobra | Manobra | Manobra | Total |
| Pos.              | Skatista        | CON                | 1       | 2       | 1       | 2       | 3       | 4       | 5       | Total |
| ----------------- | --------------- | ------------------ | ------- | ------- | ------- | ------- | ------- | ------- | ------- | ----- |
| Medalha de ouro   | Momiji Nishiya  | JPN Japão          | 3.02    | 2.91    | 0.00    | 0.00    | 4.15    | 4.66    | 3.43    | 15.26 |
| Medalha de prata  | Rayssa Leal     | BRA Brasil         | 2.94    | 3.13    | 0.00    | 3.91    | 4.21    | 3.39    | 0.00    | 14.64 |
| Medalha de bronze | Funa Nakayama   | JPN Japão          | 2.62    | 2.67    | 0.00    | 5.00    | 0.00    | 4.20    | 0.00    | 14.49 |
| 4                 | Alexis Sablone  | USA Estados Unidos | 2.52    | 2.01    | 4.03    | 0.00    | 5.01    | 0.00    | 0.00    | 13.57 |
| 5                 | Roos Zwetsloot  | NED Países Baixos  | 3.34    | 3.80    | 4.12    | 0.00    | 0.00    | 0.00    | 0.00    | 11.26 |
| 6                 | Zeng Wenhui     | CHN China          | 2.13    | 2.60    | 0.00    | 4.93    | 0.00    | 0.00    | 0.00    | 9.66  |
| 7                 | Margielyn Didal | PHI Filipinas      | 2.33    | 2.22    | 0.00    | 2.97    | 0.00    | 0.00    | 0.00    | 7.52  |
| 8                 | Aori Nishimura  | JPN Japão          | 0.46    | 3.46    | 0.00    | 3.00    | 0.00    | 0.00    | 0.00    | 6.92  |